# Ralph Works Chaney
Pour les articles homonymes, voir Chaney.
Ralph Works Chaney (né le 24 août 1890 à Brainerd, mort le 3 mars 1971 à Berkeley (Californie)) est un paléobotaniste américain.

## Biographie
Il va à la Hyde Park Academy High School et commence à cultiver son intérêt pour l'ornithologie. Il devient un ornithologue amateur avide et recueille une série d’œufs et de plumes d’oiseaux. Après avoir obtenu son diplôme, Chaney s'installe brièvement dans le Dakota du Sud avant de s'inscrire à l'université de Chicago à l'automne 1908. Son intérêt passe de l'ornithologie à la botanique et finalement à la paléobotanique. Il a obtenu son baccalauréat universitaire en sciences en géologie de l'université de Chicago en 1912.
Chaney commence à travailler à l'université de Chicago pour obtenir un diplôme de deuxième cycle en paléontologie auprès de Stuart Weller. Après deux ans, il découvre qu'il n'apprécie pas particulièrement ses études du Paléozoïque.
À l'été 1913, il s'engage comme cuisinier pour l'Institut d'études géologiques des États-Unis et passe les mois d'été dans la vallée de Matanuska-Susitna en Alaska. Il fait partie d'une équipe qui effectue une étude topographique de la région. Chaney voit alors son premier arbre fossilisé.
En 1914, il décide d'occuper un poste de responsable du département des sciences à la Frances W. Parker School de Chicago. Il y reste jusqu'en 1917, date à laquelle il part enseigner la géologie à l'université de l'Iowa. Il est ensuite professeur assistant avant de retourner à l'université de Chicago pour reprendre ses études. En 1919, Chaney a son doctorat en géologie. En 1920, Chaney est nommé associé de recherche de la Carnegie Institution. Il continue à enseigner dans l'Iowa jusqu'en 1922.
À l'invitation de John Campbell Merriam, Chaney occupe un poste à l'université de Californie à Berkeley tout en poursuivant ses recherches pour le compte de la Carnegie Institution. En 1925, il rejoint la troisième expédition de Roy Chapman Andrews en Asie centrale, en Mongolie. Chaney rejoint le paléobotaniste de l'expédition sous la recommandation de William Diller Matthew. Il continue seul en Mandchourie pour recueillir des spécimens supplémentaires.
En 1931, Chaney est nommé professeur de paléobotanique et chef du département de paléontologie à l'université de Californie, ainsi que conservateur de la paléobotanique au musée de paléontologie. En 1933, il vient sur le site de la grotte de Zhoukoudian à la recherche de spécimens de l'Homme de Pékin sous la direction de Davidson Black. En 1937, Chaney travailla pour le Service Géologique de Chine, recueillant la flore du Miocène dans le parc géologique national de Shanwang. En 1939, il est président de la Paleontological Society.
Après l’éclatement de la Seconde Guerre mondiale, Chaney contribue à la création de la Campus Catastrophe Relief Organization, précurseur du Civil Defence Corps. Il offre son aide au Selective Service System en tant que président du comité de sélection de la zone universitaire. Il a un rôle important à jouer pour déterminer qui a le niveau pour l'université et qui peut être sélectionné. En 1944, Chaney est nommé directeur adjoint du laboratoire de radiation, qui mène des recherches pour le projet Manhattan.
Chaney retourne en Chine en 1948 pour étudier Metasequoia. Chaney recherche dans la région afin de voir si ces arbres sont réellement des fossiles vivants. Il confirme que les fossiles Sequoi du Tertiaire moyen qu'il avait étudiés sont en réalité le Metasequoia existant. Il revient avec des graines de l'espèce, qui sont distribuées dans le monde entier aux jardins botaniques.
Chaney prend sa retraite de l'Université de Californie en 1957, mais reste dans l'institution. Il travaille pour le Service Géologique du Japon et comme professeur invité à l'université nationale de Taïwan. Il s'intéresse aux flores tertiaires du Japon et de Taiwan.
Tout au long de sa carrière, Chaney est le premier paléobotaniste à développer en détail l'utilisation de caractères morphologiques de feuilles fossiles pour déduire des informations écologiques de l'époque. Il est également le premier à utiliser une étude quantitative des flores de fossiles pour tenter d'obtenir une estimation précise de la dominance des espèces dans la végétation, sachant que les espèces d'un écosystème donné évoluent de manière coopérative.
Il est également actif dans le domaine de la conservation des espèces. Membre de la Save the Redwoods League depuis la fin des années 1920, il devient président de l'organisation de 1961 à sa mort en 1971.